# Kantonale Volksabstimmung «Für eine faire Verbilligung der Krankenkassenprämien»
Die Kantonale Volksabstimmung «Für eine faire Verbilligung der Krankenkassenprämien» war eine Volksabstimmung im Schweizer Kanton Solothurn, die am 13. Juni 1999 stattfand. Inhalt der Vorlage war die Senkung der Beiträge an die Krankenkasse.

## Abstimmungsergebnis

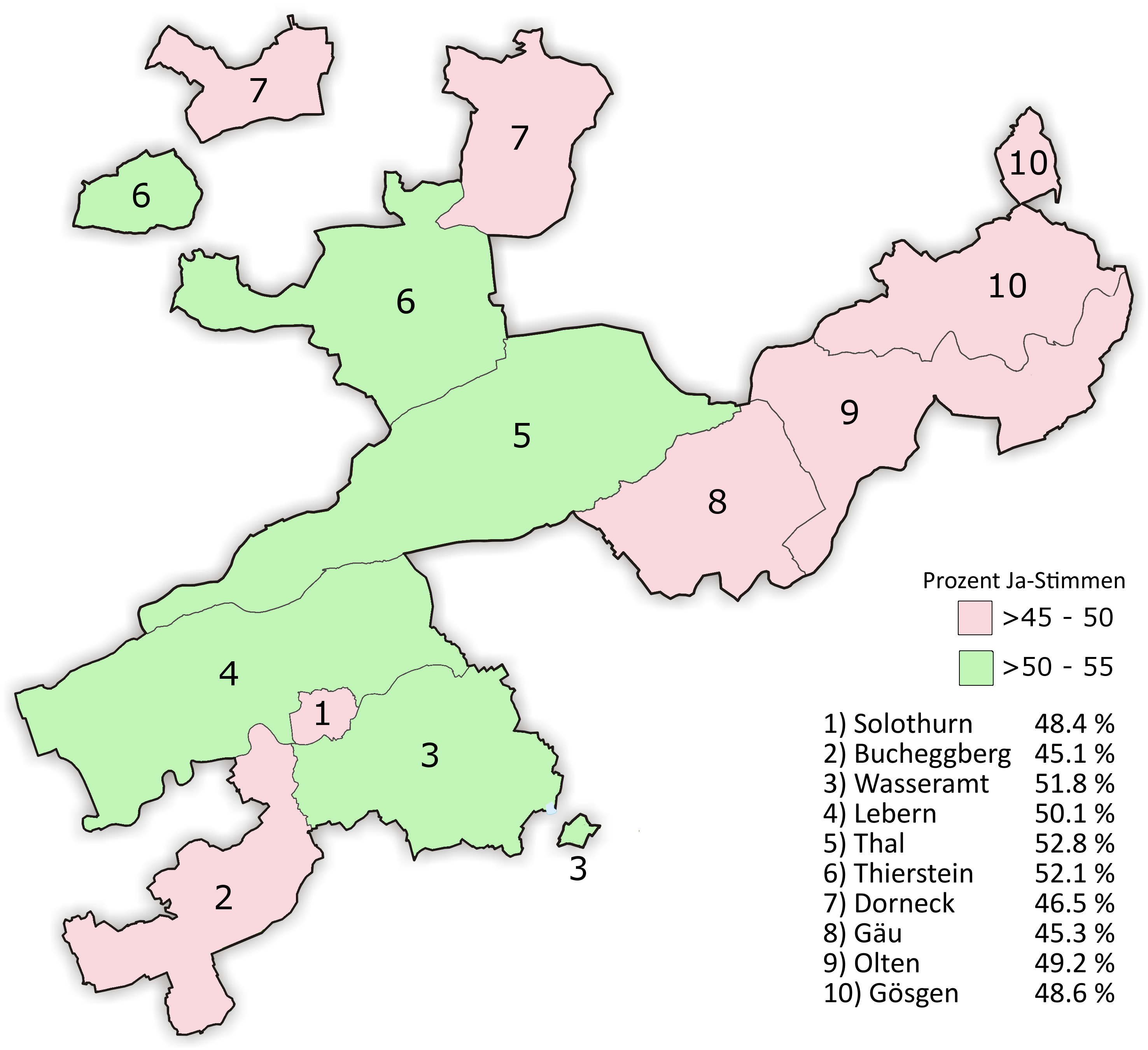
Abstimmungsergebnisse nach Bezirk

Sechs von zehn Bezirke lehnten die Vorlage ab. Die Spanne der Ja-Stimmen nach Bezirk lag bei 7,7 %. Die Vorlage wurde mit einem Anteil von 49,5 % Ja-Stimmen abgelehnt.
| Bezirk      | Ja (Anzahl) | Nein (Anzahl) | Ja (Prozent) | Nein (Prozent) | Annahme |
| ----------- | ----------- | ------------- | ------------ | -------------- | ------- |
| Bucheggberg | 1'248       | 1'518         | 45,1 %       | 54,9 %         | Nein    |
| Dorneck     | 2'640       | 3'036         | 46,5 %       | 53,5 %         | Nein    |
| Gäu         | 2'343       | 2'828         | 45,3 %       | 54,7 %         | Nein    |
| Gösgen      | 3'533       | 3'734         | 48,6 %       | 51,4 %         | Nein    |
| Lebern      | 6'729       | 6'707         | 50,1 %       | 49,9 %         | Ja      |
| Olten       | 7'887       | 8'147         | 49,2 %       | 50,8 %         | Nein    |
| Solothurn   | 2'611       | 2'789         | 48,4 %       | 51,6 %         | Nein    |
| Thal        | 2'654       | 2'375         | 52,8 %       | 47,2 %         | Ja      |
| Thierstein  | 2'276       | 2'093         | 52,1 %       | 47,9 %         | Ja      |
| Wasseramt   | 7'436       | 6'911         | 51,8 %       | 48,2 %         | Ja      |
| Total (10)  | 39'357      | 40'138        | 49,5 %       | 50,5 %         | Nein    |

## Folgen
Am 13. Februar 2011 kam es im Kanton Solothurn erneut zu einer Volksabstimmung zum Thema Krankenkassenverbilligung. Diese wurde von der SP Solothurn lanciert und mit einem noch geringeren Ja-Stimmen-Anteil von nur 41,3 % abgelehnt.